# Kerrmetrik
Kerrmetriken beskriver rumtidens geometri runt ett roterande, axialsymmetriskt svart hål med en sfärisk händelsehorisont. Kerrmetriken är en exakt lösning till den allmänna relativitetsteorins fältekvationer. Dessa ekvationer är starkt icke-linjära vilket innebär att det är mycket svårt att hitta exakta lösningar.
Metriken upptäcktes 1963 av Roy Kerr.